# Élection du conseil de Grenoble-Alpes Métropole de 2014
Ne doit pas être confondu avec Élections municipales de 2014 à Grenoble ou Élections municipales de 2014 en Isère.
L'élection du conseil de Grenoble-Alpes Métropole a lieu pour la première fois au suffrage direct en même temps que les élections municipales les 23 et 30 mars 2014. Son nouveau président, Christophe Ferrari, est élu le 25 avril 2014. Il succède ainsi à Marc Baïetto.

## Mode de scrutin
Pour la première fois, les conseillers communautaires représentant les communes de plus de 1 000 habitants au sein des intercommunalités à fiscalité propre sont élus en même temps et sur le même bulletin que les candidats aux élections municipales, alors que les représentants des communes de moins de 1 000 habitants sont déterminés par l'élection des maires et des adjoints.

## Situation avant l'élection
La communauté d'agglomération Grenoble-Alpes Métropole compte 142 élus. Ce nombre sera réduit à 124 après l'élection. La composition du conseil, avant la fusion intervenue le 1er janvier 2014 avec la Communauté de communes du Sud Grenoblois et la Communauté de communes du Balcon Sud de la Chartreuse, en vue de la création d'une Métropole au 1er janvier 2015, est détaillée dans le tableau ci-dessous.
| Groupe | Groupe                                                  | Nombre de sièges |
| ------ | ------------------------------------------------------- | ---------------- |
|        | Pour une agglomération solidaire et citoyenne (PS, DVG) | 39               |
|        | Métro alternatives (UMP - UDI - DVD)                    | 17               |
|        | Communes et démocratie (PCF)                            | 10               |
|        | Non inscrits - Société civile                           | 6                |
|        | Hors groupe                                             | 3                |
| Total  | Total                                                   | 75               |

Du 1er janvier au 25 avril 2014, les groupes politiques ont été figés jusqu'au renouvellement du conseil d'agglomération.
Toutefois, on peut constater que :
16 communes (Vaulnaveys-le-Haut, Le Gua, Veurey-Voroize, Herbeys, Champagnier, Notre-Dame-de-Mésage, Le Sappey-en-Chartreuse, Séchilienne, Quaix-en-Chartreuse, Saint-Pierre-de-Mésage, Bresson, Proveysieux, Notre-Dame-de-Commiers, Montchaboud, Sarcenas, Mont-Saint-Martin) sont dirigées par un maire SE.
10 communes (Grenoble, Le Pont-de-Claix, Eybens, Seyssins, Gières, Saint-Martin-le-Vinoux, Saint-Paul-de-Varces, Poisat, Saint-Barthélemy-de-Séchilienne, Miribel-Lanchâtre) sont dirigées par un maire PS.
6 communes (Meylan, Claix, Domène, La Tronche, Varces-Allières-et-Risset, Fontanil-Cornillon) sont dirigées par un maire UMP.
6 communes (Saint-Martin-d'Hères, Échirolles, Fontaine, Champ-sur-Drac, Vaulnaveys-le-Bas, Venon) sont dirigées par un maire PCF.
5 communes (Saint-Égrève, Seyssinet-Pariset, Vif, Corenc, Noyarey) sont dirigées par un maire DVD.
3 communes (Jarrie, Brié-et-Angonnes, Murianette) sont dirigées par un maire DVG.
2 communes (Sassenage, Saint-Georges-de-Commiers) sont dirigées par un maire UDI.
1 commune (Vizille) est dirigée par un maire EELV.

## Résultats

### Résultats par commune
| Commune | Commune                         | Sièges par parti | Sièges par parti | Sièges par parti | Sièges par parti | Sièges par parti | Sièges par parti | Sièges par parti | Sièges par parti | Sièges par parti | Sièges par parti | Sièges par parti | Sièges par parti | Sièges par parti |
| ------- | ------------------------------- | ---------------- | ---------------- | ---------------- | ---------------- | ---------------- | ---------------- | ---------------- | ---------------- | ---------------- | ---------------- | ---------------- | ---------------- | ---------------- |
| Commune | Commune                         | PCF              | PG               | EELV             | PS               | DVG              | MoDem            | UDI              | DVD              | UMP              | FN               | DIV              | Total            |                  |
|         | Total des communes              | 11               | 6                | 8                | 20               | 28               | 2                | 9                | 9                | 9                | 2                | 20               | 124              |                  |
|         | Grenoble                        |                  | 4                | 6                | 2                | 14               |                  | 1                |                  | 3                | 1                |                  | 31               |                  |
|         | Saint-Martin-d'Hères            | 3                |                  | 1                | 2                |                  |                  |                  |                  | 1                |                  |                  | 7                |                  |
|         | Échirolles                      | 4                | 1                |                  |                  | 1                |                  |                  |                  |                  | 1                |                  | 7                |                  |
|         | Fontaine                        | 2                | 1                |                  | 1                |                  |                  |                  |                  |                  |                  |                  | 4                |                  |
|         | Meylan                          |                  |                  |                  | 1                |                  |                  |                  |                  | 2                |                  |                  | 3                |                  |
|         | Saint-Égrève                    |                  |                  |                  |                  | 3                |                  |                  |                  |                  |                  |                  | 3                |                  |
|         | Seyssinet-Pariset               |                  |                  |                  | 1                |                  |                  |                  | 2                |                  |                  |                  | 3                |                  |
|         | Sassenage                       |                  |                  |                  | 1                |                  |                  | 2                |                  |                  |                  |                  | 3                |                  |
|         | Le Pont-de-Claix                | 1                |                  |                  | 2                |                  |                  |                  |                  |                  |                  |                  | 3                |                  |
|         | Eybens                          |                  |                  |                  |                  | 2                |                  |                  |                  |                  |                  |                  | 2                |                  |
|         | Vif                             |                  |                  |                  |                  |                  |                  |                  | 2                |                  |                  |                  | 2                |                  |
|         | Vizille                         |                  |                  |                  |                  |                  | 2                |                  |                  |                  |                  |                  | 2                |                  |
|         | Claix                           |                  |                  |                  |                  |                  |                  |                  | 2                |                  |                  |                  | 2                |                  |
|         | Seyssins                        |                  |                  |                  | 2                |                  |                  |                  |                  |                  |                  |                  | 2                |                  |
|         | Domène                          |                  |                  |                  |                  |                  |                  |                  |                  | 2                |                  |                  | 2                |                  |
|         | La Tronche                      |                  |                  | 1                | 1                |                  |                  |                  |                  |                  |                  |                  | 2                |                  |
|         | Varces-Allières-et-Risset       |                  |                  |                  |                  | 2                |                  |                  |                  |                  |                  |                  | 2                |                  |
|         | Gières                          |                  |                  |                  | 2                |                  |                  |                  |                  |                  |                  |                  | 2                |                  |
|         | Saint-Martin-le-Vinoux          |                  |                  |                  | 2                |                  |                  |                  |                  |                  |                  |                  | 2                |                  |
|         | Corenc                          |                  |                  |                  |                  |                  |                  | 1                |                  | 1                |                  |                  | 2                |                  |
|         | Jarrie                          |                  |                  |                  |                  |                  |                  |                  |                  |                  |                  | 2                | 2                |                  |
|         | Vaulnaveys-le-Haut              |                  |                  |                  |                  |                  |                  | 2                |                  |                  |                  |                  | 2                |                  |
|         | Champ-sur-Drac                  |                  |                  |                  |                  | 2                |                  |                  |                  |                  |                  |                  | 2                |                  |
|         | Fontanil-Cornillon              |                  |                  |                  |                  |                  |                  |                  | 2                |                  |                  |                  | 2                |                  |
|         | Brié-et-Angonnes                |                  |                  |                  |                  |                  |                  |                  |                  |                  |                  | 2                | 2                |                  |
|         | Noyarey                         |                  |                  |                  |                  |                  |                  |                  |                  |                  |                  | 2                | 2                |                  |
|         | Saint-Paul-de-Varces            |                  |                  |                  |                  |                  |                  | 2                |                  |                  |                  |                  | 2                |                  |
|         | Saint-Georges-de-Commiers       |                  |                  |                  |                  |                  |                  |                  |                  |                  |                  | 2                | 2                |                  |
|         | Poisat                          |                  |                  |                  | 2                |                  |                  |                  |                  |                  |                  |                  | 2                |                  |
|         | Le Gua                          |                  |                  |                  |                  | 1                |                  |                  |                  |                  |                  |                  | 1                |                  |
|         | Veurey-Voroize                  |                  |                  |                  |                  | 1                |                  |                  |                  |                  |                  |                  | 1                |                  |
|         | Herbeys                         |                  |                  |                  |                  |                  |                  |                  |                  |                  |                  | 1                | 1                |                  |
|         | Champagnier                     |                  |                  |                  |                  | 1                |                  |                  |                  |                  |                  |                  | 1                |                  |
|         | Notre-Dame-de-Mésage            |                  |                  |                  |                  |                  |                  |                  |                  |                  |                  | 1                | 1                |                  |
|         | Vaulnaveys-le-Bas               |                  |                  |                  |                  | 1                |                  |                  |                  |                  |                  |                  | 1                |                  |
|         | Le Sappey-en-Chartreuse         |                  |                  |                  |                  |                  |                  | 1                |                  |                  |                  |                  | 1                |                  |
|         | Séchilienne                     |                  |                  |                  |                  |                  |                  |                  |                  |                  |                  | 1                | 1                |                  |
|         | Quaix-en-Chartreuse             |                  |                  |                  |                  |                  |                  |                  |                  |                  |                  | 1                | 1                |                  |
|         | Murianette                      |                  |                  |                  |                  |                  |                  |                  | 1                |                  |                  |                  | 1                |                  |
|         | Venon                           | 1                |                  |                  |                  |                  |                  |                  |                  |                  |                  |                  | 1                |                  |
|         | Saint-Pierre-de-Mésage          |                  |                  |                  |                  |                  |                  |                  |                  |                  |                  | 1                | 1                |                  |
|         | Bresson                         |                  |                  |                  |                  |                  |                  |                  |                  |                  |                  | 1                | 1                |                  |
|         | Proveysieux                     |                  |                  |                  |                  |                  |                  |                  |                  |                  |                  | 1                | 1                |                  |
|         | Saint-Barthélemy-de-Séchilienne |                  |                  |                  |                  |                  |                  |                  |                  |                  |                  | 1                | 1                |                  |
|         | Notre-Dame-de-Commiers          |                  |                  |                  |                  |                  |                  |                  |                  |                  |                  | 1                | 1                |                  |
|         | Miribel-Lanchâtre               |                  |                  |                  | 1                |                  |                  |                  |                  |                  |                  |                  | 1                |                  |
|         | Montchaboud                     |                  |                  |                  |                  |                  |                  |                  |                  |                  |                  | 1                | 1                |                  |
|         | Sarcenas                        |                  |                  |                  |                  |                  |                  |                  |                  |                  |                  | 1                | 1                |                  |
|         | Mont-Saint-Martin               |                  |                  |                  |                  |                  |                  |                  |                  |                  |                  | 1                | 1                |                  |

### Composition du conseil
| Groupe | Groupe                                                                   | Nombre de sièges | Présidence(s)                                       |
| ------ | ------------------------------------------------------------------------ | ---------------- | --------------------------------------------------- |
|        | Rassemblement citoyen solidaire et écologiste (EELV, PG, Ensemble!, DVG) | 28               | Éric Piolle (Grenoble) et Francie Mégevand (Eybens) |
|        | Agir pour un développement intercommunal solidaire                       | 27               | Jacques Nivon (Champ-sur-Drac)                      |
|        | Métropole d'Avenir ¹ (UMP, UDI, DVD)                                     | 24               | Jean-Damien Mermillod-Blondin (Corenc)              |
|        | Pour une agglomération solidaire et citoyenne (PS, DVG)                  | 23               | Guillaume Lissy (Seyssinet-Pariset)                 |
|        | Communes, coopération, citoyenneté (PCF, MRC)                            | 11               | Jean-Paul Trovero (Fontaine)                        |
|        | Non inscrits - Société civile                                            | 9                | Denis Roux (Noyarey)                                |
|        | FN                                                                       | 2                | Mireille d'Ornano (Grenoble)                        |
| Total  | Total                                                                    | 124              |                                                     |

¹ "Métropole d'Avenir" est le nouveau nom du groupe "Pour une autre agglomération".

### Élection du président
L'élection du président du conseil se déroule le 25 avril 2014.
Au premier tour la candidature de Christophe Ferrari est soutenue par les groupes RCSE (EELV, PG, Alternatifs) et PASC (PS), celle de Jacques Nivon, maire de Champ-sur-Drac  par les groupes ADIS (composé en majorité de maires de petites communes) et CCC (PCF), celle de Jean-Damien Mermillod-Blondin par le groupe MA (UMP, UDI) et celle de Mireille d'Ornano par le groupe FN.
Christophe Ferrari, maire du Pont-de-Claix, est élu au second tour à la majorité absolue après le désistement de Jacques Nivon en vertu de l'accord liant les groupes RCSE, ADIS, PASC et CCC.
| Candidats | Candidats                     | Premier tour | Second tour |
| --------- | ----------------------------- | ------------ | ----------- |
|           | Christophe Ferrari            | 60           | 80          |
|           | Jacques Nivon                 | 35           | /           |
|           | Jean-Damien Mermillod-Blondin | 26           | 29          |
|           | Mireille D'Ornano             | 2            | 2           |
|           | Blancs et nuls                | 1            | 13          |
| Total     | Total                         | 124          | 124         |